# Адам Ідзковський
Адам Ідзковський (пол. Adam Idźkowski; 24 грудня 1798 Вільшанка, Мазовецького воєводства, Речі Посполитої — 3 травня 1879, Літин (нині Вінницька область, Україна)) — польський архітектор і теоретик архітектури, представник пізнього класицизму.

## Біографія
Закінчив будівельне відділення Варшавського університету в 1824 р. Ще під час навчання талановитий студент звернув до себе увагу міністра фінансів князя Ф. К. Друцького-Любецького, завдяки якому отримав урядову стипендію для подальшого навчання в Італії в Академії витончених мистецтв у Флоренції, членом якої він став згодом.
Після повернення на батьківщину призначений асесором з будівництва при Комісії сповідань і громадської просвіти. Учень і послідовник Антоніо Корацці.
У 1840-ті роки працював на посаді архітектора та будівничого імператорського замку і палаців в Варшаві та Скерневицях.

## Вибрані праці
Автор проєктів багатьох палаців у Литві, Білорусі, Мазовії та інших місцях Царства Польського і Російської імперії.
- В 1828 розробив проєкт будівництва тунелю під річкою Вісла для з'єднання Варшави з Прагою, історичним районом польської столиці — передмістям, розташованим на правому березі річки (проект не був реалізований через відсутність коштів).
- Близько 1832 року ймовірно Ідзковський перебудував у неоготичному стилі палац Любомирських у Мокотові у Варшаві.[1]
- У 1837 розробив проєкт перебудови Саксонського палацу (первинний проєкт ймовірно М. Д. Пеппельмана). Замість зруйнованої середньої частини будинку побудував у 1839-1842 роках колонаду на 11-ти аркадах. Фасади палацу перебудували у стилі класицизму. У 1925—1933 роках палац відреставрували.[2]
- Перебудував Кафедральний собор Івана Хрестителя у Варшаві у стилі англійської готики (1836—1840).
- У 1840-ті роки за його проєктами до центральної частини Гомельського палацу, зведеного при П. О. Румянцеві-Задунайському і купленого Іваном Паскевичем, прибудували флігель і вежу, одночасно створили чудовий парк. Нині архітектурно-парковий ансамбль — візитна картка Гомеля.
- Спроектував варшавську лікарню св. Лазаря.
- Розробив проєкт імператорського палацу на Повонзках.
- Перебудував костел св. Лавра у Варшаві в церкву Володимирської ікони Божої Матері в 1841.
- Автор постаменту пам'ятника Копернику у Варшаві.
- Нереалізований проєкт регуляції площі Замкової у Варшаві.[3]
- В 1843 розробив проєкт мавзолею для імператора Наполеона та багато ін.

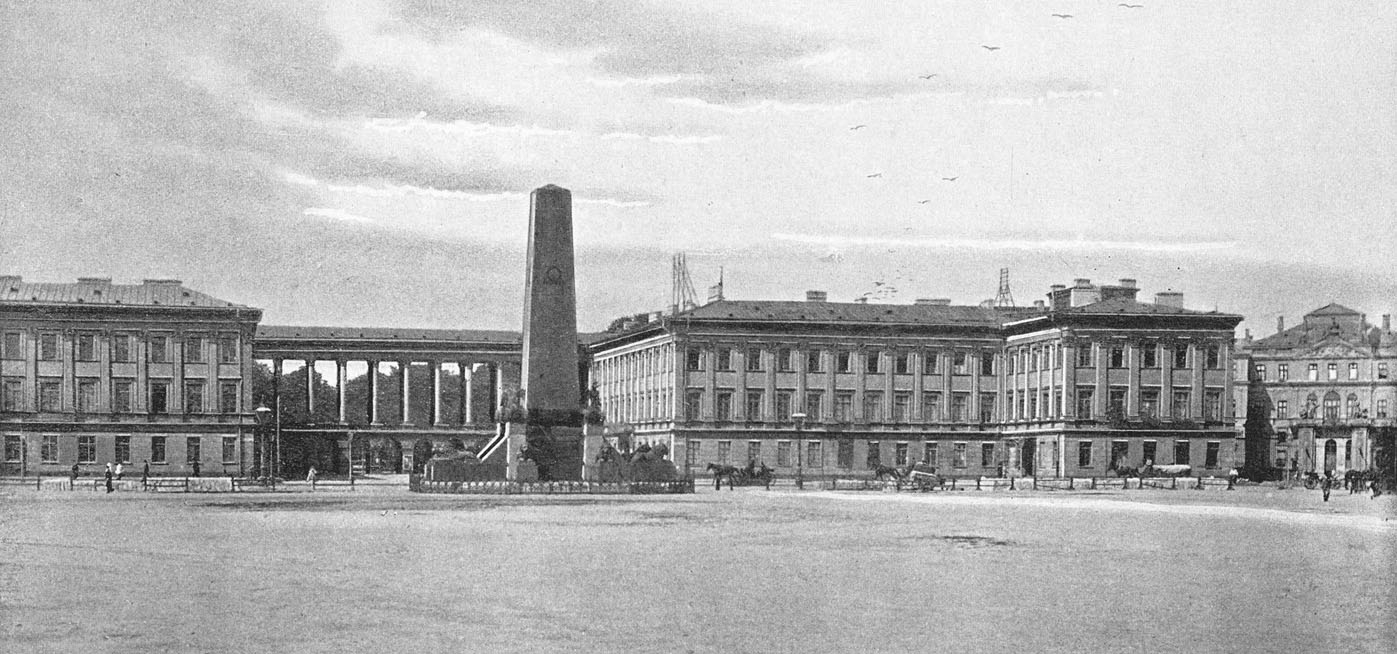
Саксонський палац близько 1890 року
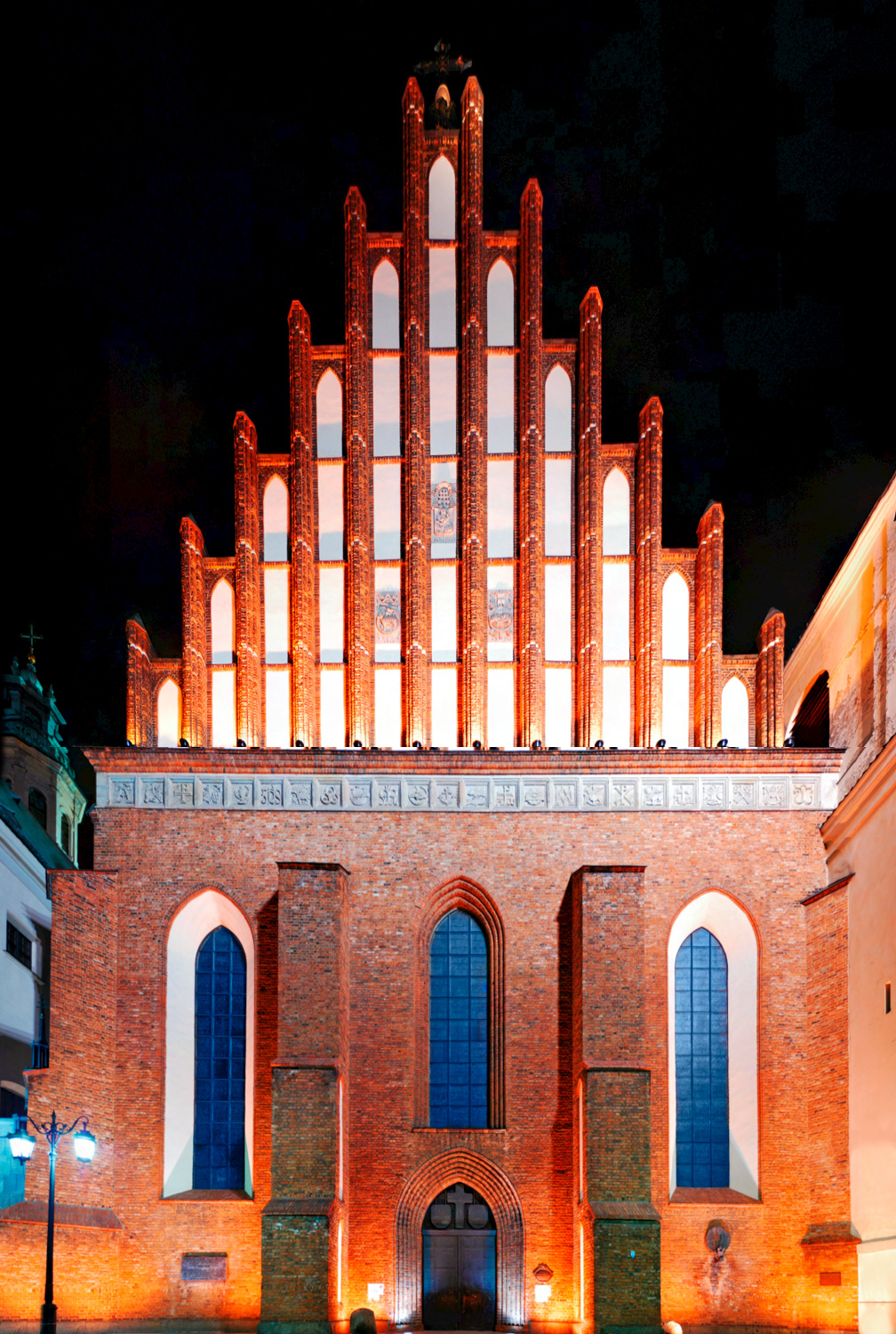
Кафедральний собор Івана Хрестителя у Варшаві
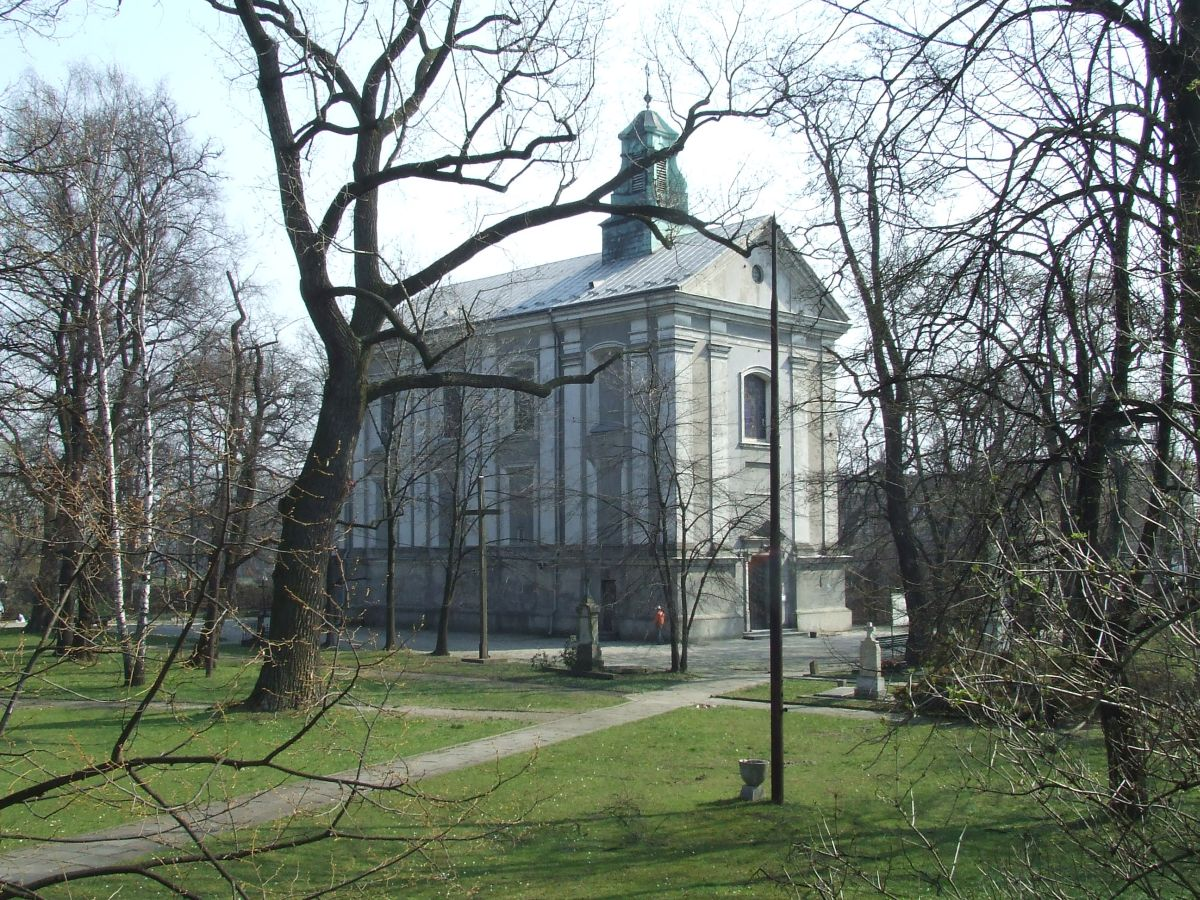
Костëл св. Лавра у Варшаві
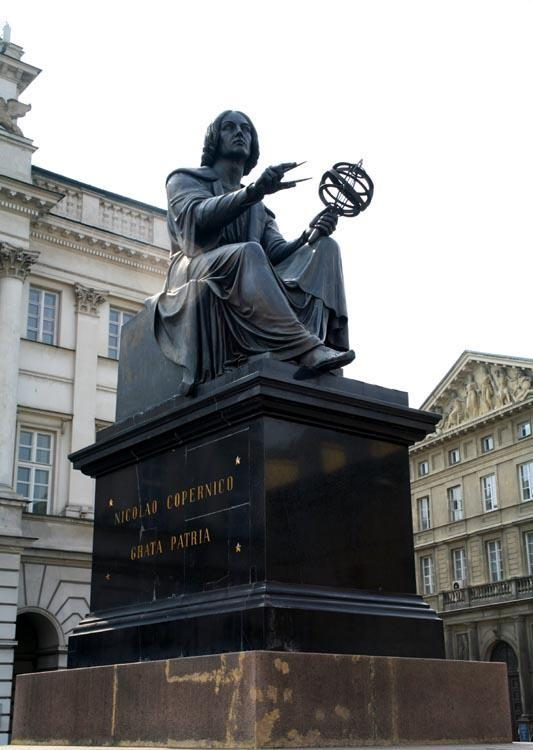
Пам'ятник Копернику
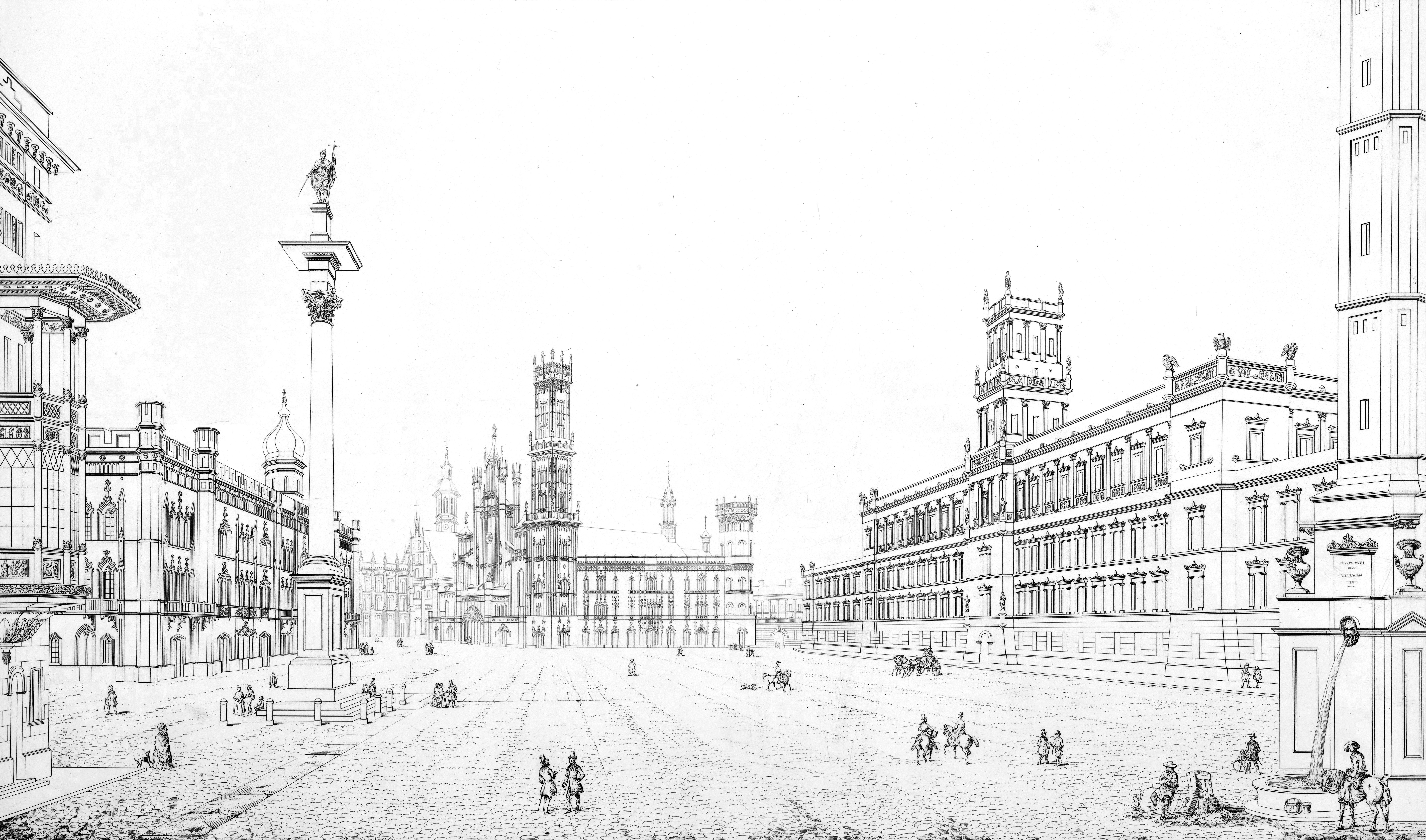
Проект перебудови королівського палацу у Варшаві
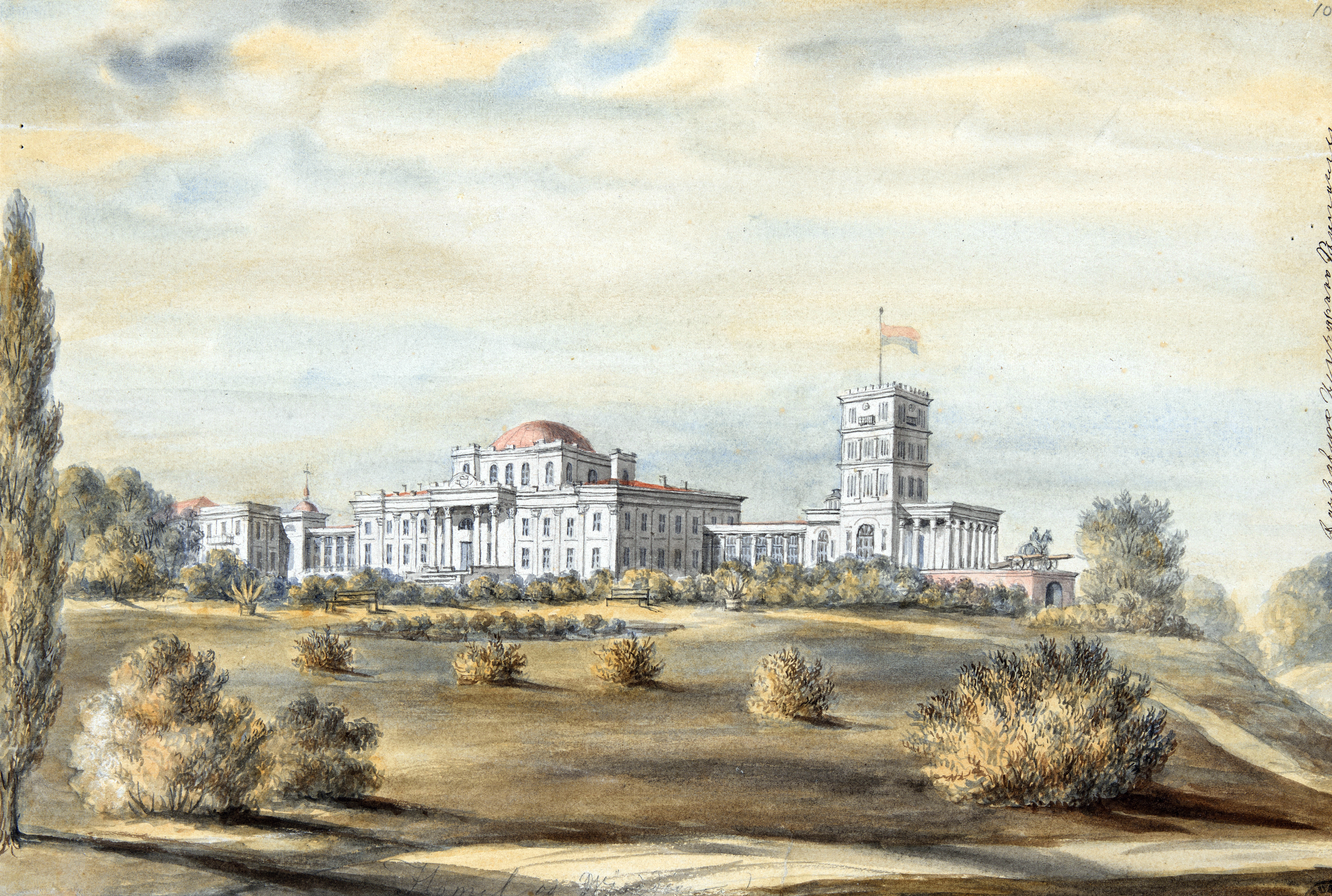
Палац Румянцевих і Паскевичів
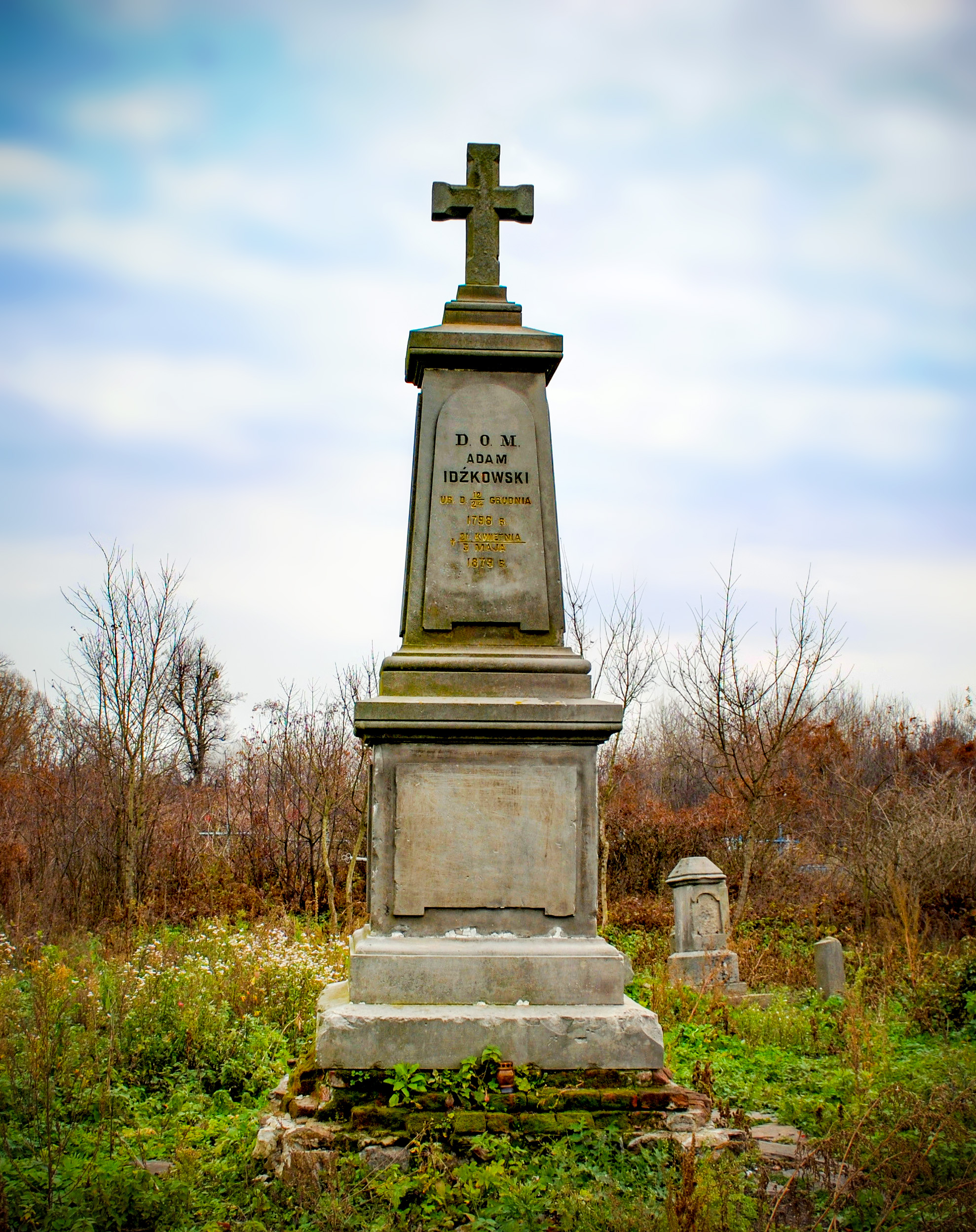
Могила Адама Ідзковського в Літині